# Bradáčov
Bradáčov település Csehországban, a Tábori járásban. Bradáčov Vodice, Rodná, Pojbuky és Smilovy Hory településekkel határos. Lakosainak száma 45 fő (2024. január 1.).

## Népesség
A település lakosságának változását az alábbi diagram mutatja:
| Lakosok száma | 397  | 391  | 346  | 225  | 138  | 74   | 52   | 46   | 45   | 45   |
|               | 1869 | 1890 | 1921 | 1950 | 1980 | 2001 | 2017 | 2019 | 2022 | 2024 |